# 脳虚血
脳虚血（のうきょけつ、英語: brain ischemia）とは、脳の血液が不足し、脳組織に十分な酸素、栄養が供給されない状態。一見、健康に見える場合もある。
脳虚血が限界を超えると、脳梗塞を発症する。長期にわたって脳虚血があると、脳組織の浮腫が起こり、頭部CT検査では、特に、側脳室周辺のX線透過性の亢進、いわゆるPVL (Periventricullar low density) が見られる。